# Ligne Flamatt – Gümmenen
La ligne Flamatt – Gümmenen est une ligne de chemin de fer à voie normale des cantons de Fribourg et Berne (Suisse) qui relie la commune de Wünnewil-Flamatt à la commune de Gümmenen via Laupen. Jusqu'en 1993, elle totalise 11,45 km, 4 haltes et 4 gares. Depuis cette date, seul le tronçon Flamatt – Laupen est exploité, soit une longueur de 6,84 km.

## Histoire
Cette courte ligne de chemin de fer secondaire à voie normale est inaugurée le 23 janvier 1904 par la compagnie de chemin de fer de la vallée de la Singine, en allemand : Sensetalbahn (STB). Elle a été posée dans le but de relier le village de Laupen au grands axes ferroviaires de Suisse. Le 30 janvier 1938, la ligne est électrifiée selon le même système d'alimentation que les deux lignes connexes qu'elle relie. C'est-à-dire sous une tension monophasée de 15 kV à 16,7 Hz.
Dans les années 1990, la compagnie STB connait des difficultés financières. Le service voyageurs entre Laupen et Gümmenen est abandonné le 22 mai 1993, quelques jours à peine après avoir refait le pont par-dessus la Sarine et deux ans plus tard, en novembre 1995, la caténaire est retirée sur ce tronçon à cause d'un état très détérioré. Le tronçon est néanmoins encore utilisé pour le fret. Des tracteurs diesel s'occupent alors de tracter les wagons de marchandises sur cette voie ainsi que les automotrices électriques jusqu'à Gümmenen lorsque celles-ci doivent être conduites au dépôt BLS de Berne. En effet, le dépôt de Laupen n'est plus utilisé pour l'entretien des véhicules. Le trafic sur le tronçon Laupen – Gümmenen cesse définitivement en 2003 à la suite du retrait de la concession.
En 1999, la compagnie cesse l'exploitation ferroviaire avec son propre matériel, mais reste propriétaire de l'infrastructure. Elle louera des automotrices au SZU pour assurer le transport régional jusqu'en décembre 2001, à la suite de quoi elle cesse définitivement tout transport ferroviaire. Le transport de voyageurs sur la ligne est repris par les CFF, puis par le BLS en décembre 2004 lors de l'introduction du S-Bahn Bern. Le transport de marchandises est assuré par CFF Cargo jusqu'en 2005.

## Description de la ligne

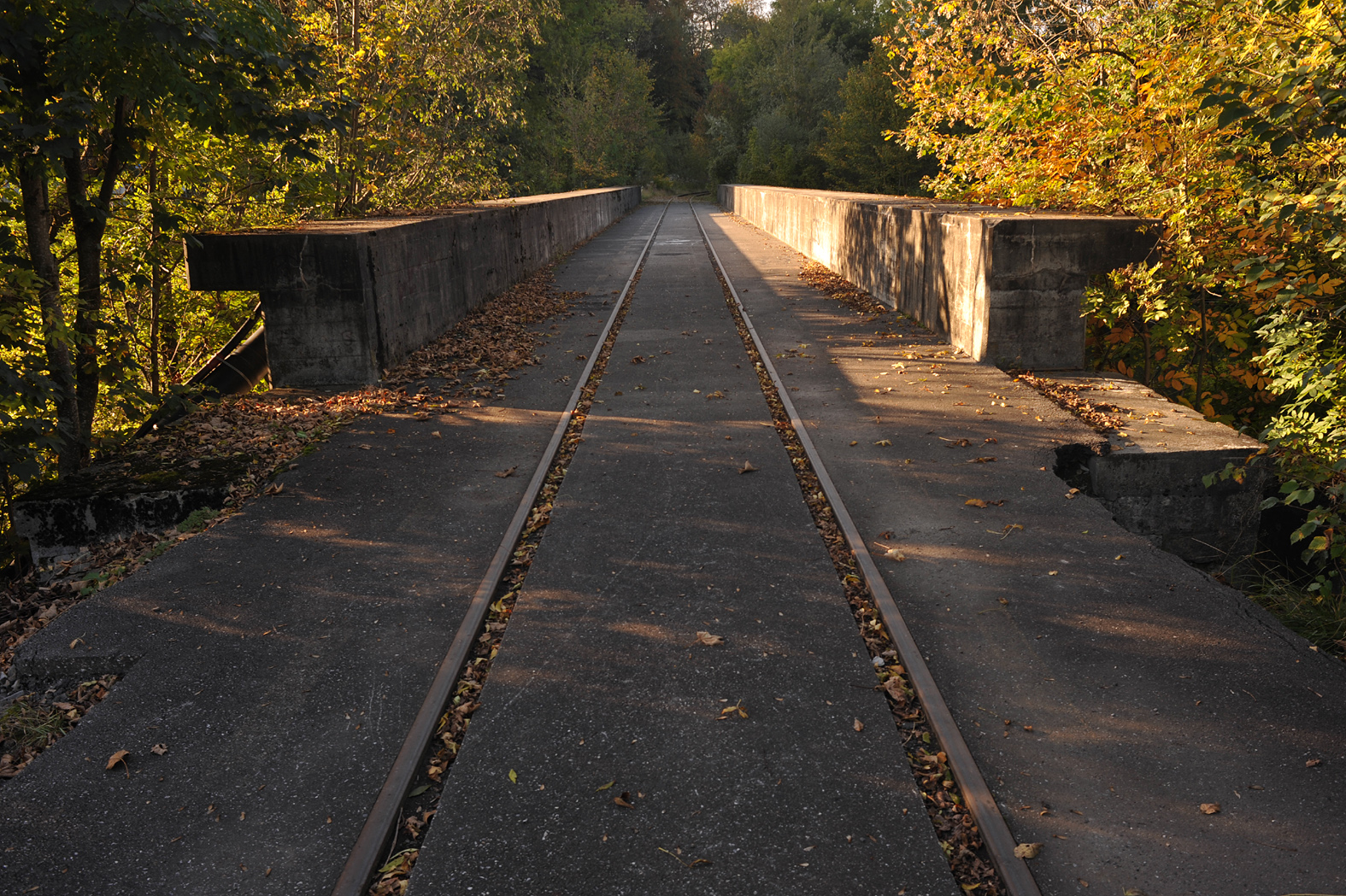
La ligne sur le pont de la Sarine.

La ligne part de la gare de Flamatt dans le canton de Fribourg et descend sur une rampe de 36 ‰ longue de 720 m et passe sous la route cantonale jusqu'au village qui est desservi par la halte Flamatt Dorf. De là, la ligne continue et quitte le canton de Fribourg pour entrer dans celui de Berne en traversant la Singine sur un pont de 64 m de long. La ligne continue de descendre sur ce tronçon long de 1,04 km avec une faible pente de 15 ‰ pour arriver à la gare de Neuenegg. Depuis cette gare jusqu'à celle de Laupen, la ligne longe la Singine du côté bernois sur un tronçon long de 5,08 km en pente descendante de 12 ‰. Entre ces deux gares, se trouve au point kilométrique 4,14 la halte de Freiburghaus qui n'est plus desservie à la suite de sa suppression le 9 juin 2001. À Laupen, la ligne traversait la Murtenstrasse pour traverser le village par le Bahnweg. Ce tronçon est actuellement déferré, bien que la suite de la ligne soit toujours en place. Plus aucun train n'y circule, mais il est possible de s'y promener en draisine à pédales. Le tronçon ayant été vendu à une société qui loue des vélos sur rail. À la sortie du village, la ligne traverse sur un pont de 76 m puis longe la Sarine, dans laquelle la Singine a conflué, sur un tronçon long de 4,61 km pour rejoindre la gare de Gümmenen. La voie de la ligne arrivait parallèlement à celle de la ligne Berne – Neuchâtel. Elle se situait sur le quai au sud du bâtiment de voyageurs alors que la voie de la ligne Berne – Neuchâtel arrive sur le quai au nord du bâtiment. Entre ces deux gares, se trouvait au point kilométrique 8,31 la halte de Saanebrücke-Kriechenwil et au 9,46 la halte de Gammen-Schönenbühl. L'arrivée en gare de Gümmenen a aussi été déferré de façon à rendre irréalisable toute circulation ferroviaire sur ce tronçon.